# Nadine G. Barlow
Nadine G. Barlow (née à La Jolla) est une astronome américaine, spécialisée dans le domaine de la planétologie.

## Biographie
Elle fait ses études à l'université de l'Arizona.
Elle travaille pour le Centre spatial Lyndon B. Johnson, d'octobre 1989 à septembre 1991, sans poste attitré. Ensuite, à l'université du Nord de l'Arizona en août 2002 en tant que professeur. De février 1987 à septembre 1989, elle a travaillé en tant que postdoctorante au Lunar and Planetary Institute et actuellement, elle travaille à l'université du Centre de la Floride.